# 데이 앤 나잇 (2019년 영화)
《데이 앤 나잇》(일본어: デイアンドナイト, 영어: DAY AND NIGHT)는 2019년에 개봉한 일본의 범죄, 스릴러, 드라마 영화이다. 후지이 미치히토가 감독을 후지이 미치히토, 코테라 카즈히사, 야마다 타카유키가 각본을 맡았다. 일본은 2019년 1월 26일에 대한민국은 2021년 8월에 개봉되었다.

## 줄거리
코지는 아버지의 갑작스러운 죽음으로 고향에 내려온다

아버지의 죽음이 대기업을 상대로 내부 고발을 했지만

오히려 오명을 뒤집어 쓰게 됨을 알게 된 코지는

아버지의 죽음과 관계된 사람들에게 복수를 꿈꾸게 되는데...

## 출연진

### 주연
- 아베 신노스케 - 아카시 코지 역
- 키요하라 카야 - 오노 나나 역

### 조연
- 안도 마사노부 - 키타무라 켄이치 역
- 코니시 마나미 - 토모코 역
- 사츠카와 아이미 - 유리코 역
- 와타나베 히로유키 - 아카시 카즈유키 역
- 무로이 시게루 - 아카시 쿄코 역
- 다나카 테츠시 - 미야케 요헤이 역
- 후카미 모토키
- 후지모토 료
- 카사마츠 쇼
- 아케하타 레이나
- 야마나카 타카시
- 후치카미 야스시